# ماريسا ميدينا
ماريسا ميدينا (بالإسبانية: Marisa Medina)‏ (2 ديسمبر 1942، مدريد في إسبانيا - 11 أبريل 2012، ألكوركون في إسبانيا)؛ مغنية، كاتِبة، ممثلة، مقدمة تلفزيونية وشاعرة إسبانية.

## روابط خارجية
- ماريسا ميدينا على موقع IMDb (الإنجليزية)
- ماريسا ميدينا على موقع ميوزك برينز (الإنجليزية)
- ماريسا ميدينا على موقع ديسكوغز (الإنجليزية)
- ماريسا ميدينا على موقع قاعدة بيانات الفيلم (الإنجليزية)